# Договор о дружбе и ненападении между Германией и Турцией
Договор о дружбе и ненападении между Германией и Турцией (нем. Deutsch-türkischer Freundschaftsvertrag, тур. Türk-Alman Dostluk Paktı, также известен как германо—турецкий договор о дружбе 18 июня 1941 года) — межправительственное соглашение, подписанное 18 июня 1941 года в Анкаре между правительством Германии и правительством Турции о дружбе и ненападении, за 4 дня до вторжения Германии в СССР 22 июня 1941 года. Договор подписан германским послом в Турции Францем фон Папеном и турецким министром иностранных дел Шюкрю Сараджоглу.
Договор обязывал обе стороны взаимно уважать неприкосновенность и целостность территории и собственности, избегать всяческих действий, направленных непосредственно или косвенно против другой стороны, и поддерживать дружественный контакт по всем интересующим их вопросам.

## Предыстория
До начала Второй мировой войны в 1939 году благодаря политике сближения с Турцией Германия стала ее самым крупным торговым партнером: на долю Рейха приходилось практически 50 % турецкой торговли.

## Подписание договора
Турецкие историки отмечают, что переговорный процесс между Германией и Турцией фактически начался 28 февраля 1941 года, когда Гитлер направил президенту Турции Исмету Инёню письмо, в котором заявлял, что германская операция в Болгарии не направлена против Турции, и что он отдал немецким войскам приказ не переходить через турецкую границу. Турецкое правительство в своем ответе выразило желание сохранять свой нейтралитет и в дальнейшем и заявило, что Турция полна решимости сопротивляться любому нападению на ее территорию.
С. Дерингиль описывает процесс обсуждения содержания будущего германо—турецкого договора, который шел между Риббентропом и немецким послом в Турции Францем фон Папеном. Министр иностранных дел хотел, чтобы Турция предоставила право транзита через свою территорию немецких войск и военного оборудования. Дж. Кочак подчеркивает важность для Германии вопроса о транзите немецких военных сил через Турцию в Ирак, что было необходимо для поддержки режима аль-Гайлани. В обмен на это Риббентроп предлагал изменить турецко—болгарскую границу в пользу Турции, а также передать ей один из греческих островов в Эгейском море.
Турецкие авторы характеризуют дальнейший ход переговоров как сложный процесс, в ходе которого турецкая сторона заявляла о своем дружественном отношении к Германии и делала намеки на то, что в ходе вероятной советско—германской войны займет в отношении Германии позицию благоприятного нейтралитета, но одновременно пыталась обезопасить себя от нападения Германии и сохранить союз с Англией.
Согласно подписанному в итоге 18 июня 1941 года договору, стороны обязались уважать территориальную целостность друг друга и избегать каких-либо действий, прямо или косвенно направленных друг против друга.

## Положение договора
Во вступительной части Германия и Турция отмечали, что «этот договор будет уважать нынешние обязательства обеих стран». В ст. 1 содержалось обязательство взаимного уважения к целостности и неприкосновенности национальной территории обеих сторон, а также обязательство не принимать никаких мер, которые были бы направлены прямо или косвенно против другой стороны. В ст. 2 обе стороны обязывались «поддерживать в будущем дружественный контакт по поводу всех вопросов, касающихся их взаимных интересов, для того чтобы достигать согласия по этим вопросам». Ст. 3 касалась формальных моментов (ратификация, десятилетний срок действия и т. д.). Одновременно с подписанием договора Папен и Сараджоглу обменялись нотами, в которых предусматривалось обоюдное содействие развитию германо—турецких хозяйственных отношений «с учётом имеющихся возможностей и экономической структуры обеих стран и основываясь на опыте, полученном во время войны, полезном для обеих стран». В нотах отмечалось, что оба правительства в скором времени приступят к переговорам, чтобы «создать в возможно короткий срок договорную базу для осуществления этого соглашения».
Кроме того, Папен и Сараджоглу в совместном заявлении выразили пожелание, «чтобы печать обеих стран, равно как и радио, в своих сообщениях и радиопередачах отметили дух дружбы и взаимного доверия, которые характеризуют германо-турецкие отношения».

## Взаимоотношения Германии и Турции
Согласно Ф.Веберу, турецкое правительство «с энтузиазмом приняло весть о вторжении Германии в СССР». Более того, министр Сараджоглу утверждал, что договор обеспечил южный фланг немцев, что позволило им вторгнуться в Россию. Однако турецкое правительство не торопилось представить немцам свои планы в отношении Крыма, согласно заявлению Инёню и Сараджоглу немецкому послу фон Папену, «до того как германские войска не дойдут до Батуми». Турция официально осталась нейтральной, но фактически помогала Германии: снабжала Германию стратегическим сырьем (так, согласно торговому соглашению, только с 7 января по 31 марта 1943 года Турция обязалась поставить немцам 41 тыс. тонн хромовой руды). Важность турецкой хромовой руды для немецкой военной промышленности подчёркивается тем фактом, что даже к концу войны (1944) американцы задействовали свои Греческие операционные группы, которые в сотрудничестве с греческими партизанами ЭЛАС, взорвали два моста на территории Греции и Болгарии, перерезав железнодорожную сеть для перевозки грузов хромовой руды из «нейтральной» Турции в Германию. Это была одна из основных диверсионных задач союзников с начала войны:69.
Турция допускала на своей территории деятельность профашистских организаций, нарушала в пользу фашистских стран конвенцию о проливах 1936 года (Монтрё конференция 1936 года).
Турция запретила транзит английского вооружения через свою территорию. Турецкое правительство надеялось, что после окончания войны на Балканах Германия нападет на Советский Союз. В этом случае Турция была готова содействовать Германии любыми политическими мерами.
Германо—турецкий договор облегчил Германии нападение на СССР и позволил ей широко использовать формальный нейтралитет Турции во вред интересам СССР. Турция допускала на своей территории активную фашистскую пропаганду и шпионаж.
После вступления немецких войск в Болгарию, Гитлер направил президенту Турецкой республики Инёню личное письмо с благодарностью за позицию, занятую Турцией.
Югославия и Греция подверглись нападению Германии 6 апреля, за которым последовала (19 апреля 1941) оккупация болгарскими войсками греческой и югославской Македонии. Позиция Турции была нарушением её обязательств, как это следовало бы по условиям её союза с Англией, так же как и в силу договора с Грецией (Греко-турецкий союз 1930) и пакта Балканской Антанты. Греческая бригада генерала Зисиса (2300 человек), прикрывавшая греко—турецкую границу по реке Эврос, после успешной обороны на Линии Метаксаса на греко—болгарской границе переправилась на турецкий берег реки, предполагая, что положения довоенного Балканского Пакта остаются в силе. Генерал Зисис однако, не знал, что турки подписали с немцами соглашение, которое аннулировало Пакт. Когда бригада сложила оружие, то получила отказ в немедленной переброске на Крит для продолжения участия в боях, генерал Зисис покончил жизнь самоубийством.
Позиция Турции вызвала открытую похвалу Гитлера в его речи в рейхстаге.
В этот же период произошёл дальнейший обмен посланиями между Гитлером и Инёню, а в Анкаре открылись германо—турецкие переговоры, имевшие в качестве гласной задачи восстановление железнодорожного сообщения между Турцией и странами гитлеровского блока, но в действительности направленные к заключению политического договора.
В Турции поощрялась направленная против СССР деятельность пантюркистов. Как доносил Папен своему правительству, президент Инёню в начале 1942 года заверил его, что «Турция в высшей степени заинтересована в уничтожении русского колосса» и что «нейтральная позиция Турции уже на данный момент много выгоднее для стран оси, чем для Англии». В августе 1942 года Сараджоглу, тотчас по вступлении в должность премьер-министра, говорил Папену, что «как турок он страстно желает уничтожения России», что «каждый турок, даже пишущий для англичан Ялчин, не может об этом думать иначе, чем он», и что «русская проблема может быть решена Германией, только если будет убита по меньшей мере половина всех живущих в России русских».
В мае 1942 года фон Папен доносил в Берлин, что начальник Генерального штаба Турции маршал Чакмак обещал передать в распоряжение германской разведки значительное число состоявших на службе в турецкой армии «бывших кавказских и особенно азербайджанских офицеров, которые прекрасно знают страну». В конце 1941 года турки подтянули 26 дивизий к границе с СССР. А всего после мобилизации в Восточной Турции находилось свыше 750 тыс. солдат.

### Использование проливов
Большой услугой турок Гитлеру был практически свободный проход кораблей стран оси через Проливы. Речь не идет о линкорах или эсминцах. Корабли этих классов не требовались немцам на Черном море. Зато немцы построили сотни небольших, до 500 тонн водоизмещением, быстроходных транспортов. При необходимости они могли становиться сторожевыми кораблями, кораблями ПЛО и ПВО, использоваться в качестве минных заградителей и т. п. Типичный образец германского быстроходного транспорта — тип F (MF P) водоизмещением около 300 тонн, вооруженный пушками калибра 7,5, 37 и 20 мм в различных вариантах. В варианте минного заградителя эти суда несли 52 мины. Также был обеспечен проход кораблей союзной немцам Болгарии, в поддержку оккупации греческих Западной Фракии и Восточной Македонии и прилегающих к ним островов.
В записке советского посла Виноградова, врученной турецкому министру иностранных дел 17 июня 1944 года, говорилось о ряде случаев прохода через Проливы немецких военных и военно―вспомогательных судов под видом торговых.

## Накануне завершения войны
Только после того, как военные успехи Советской Армии предопределили неизбежность поражения гитлеровской Германии, турецкое правительство стало более тщательно скрывать оказываемую им помощь Германии и постепенно сближаться с Англией и США. В апреле 1944 года турецкое правительство под давлением союзников прекратило поставки хрома в Германию, а 2 августа 1944 Турция оказалась вынужденной разорвать с Германией дипломатические и экономические отношения. Наконец, 23 февраля 1945, уже перед самой капитуляцией фашистской Германии, Турция объявила войну Германии и Японии. Однако эти акты турецкого правительства, произведённые к тому же с большим опозданием, не означали действительного перехода Турции в лагерь антифашистской коалиции. Мировая печать назвала разрыв дипломатических отношений между Турцией и Германией «дружественным разрывом», а по поводу объявления Турцией войны Германии и Японии сами турецкие газеты откровенно писали, что это было сделано турецким правительством лишь для того, чтобы приобрести право участвовать на конференции Объединённых наций в Сан-Франциско (ООН).

## Отношение СССР к договору
Советские историки однозначно осуждали этот пакт, расценивая его как поддержку фашистской Германии накануне ее вторжения в СССР.
Согласно высказываниям В. М. Молотова и А. Я. Вышинского, сделанным ими в беседе с послом Югославии в СССР Поповичем, путём данных претензий Советский Союз стремился «наказать» Турцию за враждебную политику во время Второй мировой войны, особенно во время успехов Германии. Советский Союз, как заявили они Поповичу, планирует не останавливаться на этих требованиях; они упомянули «о перспективе сбрасывания Турции с Балканского полуострова, а также выхода на Эгейское море. Это будет сделано, сказал Молотов, чтобы обеспечить славянам будущее».